# Immunoteràpia
La immunoteràpia és un tractament mèdic que consisteix a administrar substàncies que estimulin el sistema immunitari de l'organisme a fi de lluitar contra diferents malalties, en particular certs càncers hematològics, les malalties degeneratives i les malalties autoimmunitàries sistèmiques. Per extensió, la immunoteràpia designa igualment a una teràpia que utilitzi proteïnes produïdes per les cèl·lules del sistema immunitari, en particular les immunoglobulines, sense que l'objectiu d'aquesta teràpia sigui necessàriament l'estimulació de la immunitat.
Els primers assaigs d'immunoteràpia es remunten a la dècada de 1970 i utilitzaven els anticossos policlonals. Actualment s'utilitzen diverses molècules: en primer lloc les immunoglobulines monoclonals, els interferons i les interleuquines.

## Tipus
Es distingeixen dos tipus d'immunoteràpies: la immunoteràpia local poques vegades aplicada, i la immunoteràpia general que s'aplica més freqüentment.
L'immunoscintigrafia és una eina de diagnòstic basada en l'ús d'anticossos com una sonda específica in-vivo.

### Immunoteràpia local
Es fa servir en el cas del càncer de la vesícula, s'estimula la immunitat per irrigacions locals de la vesícula amb ajut d'una solució que conté el bacil de Calmette i Guérin (BCG)

### Immunoteràpia general
La immunoteràpia general consisteix a injectar per via general les immunoglobulines, de les citocines o dels interferons recombinants, produïts per enginyeria genètica.

## Immunomoduladors
Els immunomoduladors són els agents actius de la immunoteràpia. Són una varietat diversa de preparats recombinants, sintètics i naturals.
| Classe                                   | Examplee                                                               |
| ---------------------------------------- | ---------------------------------------------------------------------- |
| Interleucines                            | IL-2, IL-7, IL-12                                                      |
| Citocines                                | Interferons, G-CSF                                                     |
| Quimiocines                              | CCL3, CCL26, CXCL7                                                     |
| Fàrmacs immunomoduladors imídics (IMiDs) | talidomida els seus anàlegs (lenalidomida, pomalidomida, i apremilast) |
| Altres                                   | citosina fosfat-guanosina, oligodeoxinucleòtids, glucans               |

## Immunoteràpia contra el càncer
Consisteix a actuar sobre el sistema immunitari perquè sigui ell qui ataqui aquestes cèl·lules. Per aquesta raó, els seus efectes no poden ser tant ràpids com els d'altres tractaments. Un tumor pot continuar creixent després d'iniciar el tractament per acabar desapareixent mesos o anys
més tard.
Per aquest motiu, quan funciona, els seus efectes solen ser duradors. Una vegada modificat el sistema immunitari per reconèixer i combatre les cèl·lules tumorals, l'eficàcia de la immunoteràpia pot mantenir-se a llarg termini fins i tot després d'interrompre el tractament.
S'intenta potenciar l'activitat dels limfòcits T, un tipus de cèl·lules immunitàries que tenen la capacitat de destruir cèl·lules canceroses. Els investigadors extrauran limfòcits T dels pacients, els alteraran genèticament per augmentar-ne l'activitat antitumoral, els produiran en gran quantitat al laboratori i els tornaran a injectar als pacients. El tractament s'anomena teràpia cel·lular adoptiva.
Però com que els limfòcits T ataquen cèl·lules del mateix organisme –no només les que estan malaltes, sinó de vegades també per error algunes cèl·lules sanes-, disposen d'un mecanisme de seguretat per limitar els danys col·laterals. Aquest mecanisme de seguretat resta eficàcia a la seva activitat
contra el càncer. Per aquest motiu els investigadors tenen previst combinar la teràpia cel·lular adoptiva amb una segona teràpia que inactivi els mecanismes de seguretat dels limfòcits T. Aquesta segona teràpia consistirà a administrar fàrmacs, aquests són anticossos dirigits contra els receptors PD-1 i CTLA-4 dels limfòcits.
Les proteïnes PD-1 i PD-L1 són proteïnes que el tumor utilitza per evadir-se del sistema immunitari, de manera que aquest no pot reconèixer les cèl·lules canceroses com a elements indesitjables i destruir-les.
Els fàrmacs contra aquestes proteïnes es diuen inhibidors de PD-1 i han estat provats en pacients amb melanoma. En un estudi amb lambrolizumab (inhibidor de PD-1) ell 52% dels pacients han respost al tractament. D'aquests, un de cada cinc ha eliminat del tot el càncer del seu organisme.
L'any 2013, la revista Science va nominar la immunoteràpia contra el càncer l'avenç científic de l'any.